# 清川病院
清川病院（きよかわびょういん）は、神奈川県鎌倉市にある医療機関である。院長は清川まどか。病床数は198床。

## 沿革
1881年（明治24年）3月 - 清川来吉（後の初代鎌倉市長）が鎌倉郡東鎌倉村雪ノ下267番地、本陣・大石平左衛門方において養生所を開設。
1887年（明治30年）8月25日 - 鎌倉町雪ノ下368番地に診療所を新築、移転。
1902年（明治35年）7月1日 - 鎌倉町雪ノ下366番地（現在地）に鎌倉養生院を開設。
1915年（大正3年）6月30日 - 伝染病棟を新築、伝染病隔離病室（10室）の許可を受ける。
1951年（昭和26年）10月5日 - 医療法人養生院（財団）設立認可（県知事）、11月1日設立登記、昭和27年1月1日より、鎌倉養生院を財団で継承。
1961年（昭和36年）5月1日 - 鎌倉養生院を“清川病院”と名称変更。
1968年（昭和43年）8月31日 - 病院敷地内に“鎌倉市立伝染病隔離病舎（30床）”を新築、その運営を鎌倉市から委託される。
1971年（昭和46年）3月31日 - 租税特別措置法第67条の2第1項の規定による、大蔵大臣の承認を受ける（特定医療法人）。
1973年（昭和48年）6月28日 - 清川病院における温泉利用について、温泉法第12条の規定による許可を受ける（鎌倉温泉・養明泉）。
1984年（昭和59年）9月7日 - 新医療機械（超音波：CT診断装置）を導入。
1993年（平成5年）12月 - 新病棟開設に伴い新鋭医療機器（MRI：高速X線CT：乳房X線撮影装置）を導入し画像診断の近代化を図る。
1997年（平成9年）2月21日療養型病棟25床を開設し、高齢化社会ニーズに備える。
1998年（平成10年）6月 - 療養型病棟を93床に増設。10月 - 鎌倉市立伝染病隔離病舎を閉鎖。12月 - 訪問医療活動を活発化し、医療スタッフと専用車を常設。
1999年（平成11年）4月 - 一般 89床、療養109床（計198床）への転換。訪問医療（診療・看護・リハビリ・服薬指導）の体制強化。
2001年（平成13年）1月 - 介護保険制度導入に伴い、介護老人保健施設「かまくらしるばーほーむ」を病院に隣接して開設。
2002年（平成14年）8月 - 創立100周年記念式典施行。
2003年（平成15年）7月17日 - 女性診療科開設。
2022年（令和4年）9月1日 - 医療法人徳洲会と合併し、医療法人徳洲会 清川病院となる。

## 診療科
- 内科
- 呼吸器内科
- 循環器内科
- 消化器内科
- 婦人科
- 整形外科
- リウマチ科
- 脳神経外科
- 眼科
- リハビリテーション科
- 放射線科

## 指定機関
| 救急指定病院 | 保険医療機関 |
| 健康保険     | 社会保険     |
| 国民健康保険 | 労災保険     |
| 生活保護     | 企業検診     |

## 交通
- JR東日本 横須賀線 鎌倉駅 徒歩6分
- 江ノ島電鉄 江ノ島電鉄線 鎌倉駅 徒歩6分[8]